# Groupe de NGC 3686
Le groupe de NGC 3686 comprend 21 galaxies qui brillent dans le domaine des rayons X. Ces galaxies sont situées dans la constellation du Lion. La distance moyenne entre ce groupe et la Voie lactée est d'environ 22,8 Mpc (∼74,4 millions d'al).
Six galaxies du groupe de NGC 3686 font aussi partie du groupe de NGC 3607 qui apparait dans une étude d'Abraham Mahtessian publiée en 1998. Ces galaxies sont marquées de la lettre M dans le tableau.
Mentionnons également la présence de ce groupe dans un article de A.M. Garcia publié en 1993. La liste de Garcia ne comprend cependant que 12 galaxies identifiées dans le tableau par la lettre G.

## Membres
Le tableau ci-dessous liste les 21 galaxies mentionnées selon l'ordre indiqué dans un article de Sengupta et Balasubramanyam paru en 2006. 
| Nom                     | Classification | Type                        | α (J2000.0)   | δ (J2000.0) | Vitesse radiale (km/s) | Magnitude apparente  | Distance (Mpc) | Diamètre (kal) |
| ----------------------- | -------------- | --------------------------- | ------------- | ----------- | ---------------------- | -------------------- | -------------- | -------------- |
| NGC 3592G               | Sc?            | Spirale                     | 11h 14m 27.4s | 17° 15′ 36″ | 1303 ± 3               | 13,7                 | 24,2 ± 1,7     | 46             |
| NGC 3607M               | SA0^0(s)?      | Lenticulaire                | 11h 16m 54.6s | 18° 03′ 06″ | 930 ± 3                | 9,9                  | 18,7 ± 1,4     | 99             |
| NGC 3608G,M             | E2             | Elliptique                  | 11h 16m 58.9s | 18° 08′ 58″ | 1253 ± 5               | 10,7                 | 23,4 ± 1,7     | 75             |
| NGC 3626G,M (NGC 3632)  | (R)SA0^+(rs)   | Lenticulaire                | 11h 20m 03.8s | 18° 21′ 25″ | 1494 ± 3               | 11,0                 | 27,0 ± 1,9     | 51             |
| NGC 3655G               | SA(s)c?        | Spirale                     | 11h 22m 54.6s | 16° 35′ 24″ | 1500 ± 1               | 11,7                 | 27,1 ± 1,9     | 47             |
| NGC 3659G,M             | SB(s)m?        | Spirale barrée magellanique | 11h 23m 45.5s | 17° 49′ 07″ | 1299 ± 1               | 12,2                 | 24,1 ± 1,7     | 60             |
| NGC 3681G               | SAB(r)bc       | Spirale intermédiaire       | 11h 26m 29.8s | 16° 51′ 47″ | 1232 ± 2               | 11,2                 | 23,2 ± 1,7     | 81             |
| NGC 3684G               | SA(rs)bc       | Spirale                     | 11h 27m 11.2s | 17° 01′ 49″ | 1163 ± 4               | 11,4                 | 22,1 ± 1,6     | 79             |
| NGC 3686G               | SB(s)bc        | Spirale barrée              | 11h 27m 44.0s | 17° 13′ 27″ | 1157 ± 3               | 11,3                 | 22,0 ± 1,6     | 50             |
| NGC 3691G               | SBb?           | Spirale barrée              | 11h 28m 09.4s | 16° 55′ 14″ | 1085 ± 4               | 12,4                 | 21,0 ± 1,5     | 39             |
| UGC 6171                | Ibm            | Irrégulière magellanique    | 11h 07m 10.0s | 18° 34′ 10″ | 1206 ± 6               | 13,91                | 22,7 ± 1,6     | 63             |
| UGC 6181                | Im             | Irrégulière magellanique    | 11h 07m 46.7s | 19° 32′ 57″ | 1169 ± 5               | 14,70 ± 0,30         | 22,1 ± 1,6     | 29             |
| UGC 6296M               | Sc             | Spirale                     | 11h 16m 51.0s | 17° 47′ 55″ | 976 ± 6                | 13,84                | 19,4 ± 1,4     | 29             |
| UGC 6300                | E              | Elliptique                  | 11h 17m 16.9s | 16° 19′ 37″ | 1071 ± 30              | 14,80 ± 0,20         | 20,8 ± 1,6     | 24             |
| UGC 6320M               | S?             | Spirale                     | 11h 18m 17.2s | 18° 50′ 50″ | 1149 ± 2               | 13,207 asinh         | 21,9 ± 1,6     | 24             |
| UGC 6324                | S0             | Lenticulaire                | 11h 18m 22.1s | 18° 44′ 19″ | 1097 ± 8               | 13,377 ± 0,005 asinh | 21,1 ± 1,5     | 37             |
| UGC 6341G               | Sdm?           | Spirale magellanique        | 11h 20m 00.7s | 18° 15′ 38″ | 1641 ± 4               | 15,230 asinh         | 29,2 ± 2,1     | 28             |
| LSBC D570-02 PGC 35087G | Im             | Irrégulière magellanique    | 11h 25m 01.8s | 17° 05′ 09″ | 1208 ± 9               | 16,247 asinh         | 22,8 ± 1,6     | 14             |
| LSBC D570-03            | dl             | Naine                       | 11h 22m 59.3s | 17° 28′ 27″ | 1382 ± 4               | 16,468 asinh         | 25,4 ± 1,8     | 15             |
| LSBC D570-04            | dl             | Naine                       | 11h 18m 21.4s | 17° 41′ 51″ | 1054 ± 5               | 18,6666 ± 0,0870660A | 20,5 ± 1,5     | ?              |
| LSBC D570-01            | Smdll          | Naine                       | 11h 25m 10.8s | 16° 53′ 04″ | 1021 ± 3               | 17,9724 ± 0,0555017A | 20,1 ± 1,5     | ?              |

- A Dans l'ultraviolet.

Le site DeepskyLog permet de trouver aisément les constellations des galaxies mentionnées dans ce tableau ou si elles ne s'y trouvent pas, l'outil du site constellation permet de le faire à l'aide des coordonnées de la galaxie. Sauf indication contraire, les données proviennent du site NASA/IPAC. 